# Piombo fuso
Piombo fuso è un film documentario del 2009 diretto da Stefano Savona. 
Il documentario è incentrato sul conflitto arabo-israeliano ed è girato all'interno della Striscia di Gaza. Venne presentato in anteprima mondiale alla 62ª edizione del Festival di Locarno, all'interno della sezione Cineasti del presente. Il film si è aggiudicato il Premio speciale della giuria Ciné Cinéma Cineasti del presente durante l'edizione 2009 del festival del film Locarno.